# Prêmios recebidos pela Estação Primeira de Mangueira
A lista de prêmios recebidos pela Estação Primeira de Mangueira reúne as premiações extraoficiais e as condecorações recebidas pelo Grêmio Recreativo Escola de Samba Estação Primeira de Mangueira. A agremiação foi fundada por sambistas notórios como Carlos Cachaça, Cartola, Zé Espinguela, Saturnino Gonçalves, entre outros, no dia 28 de abril de 1928, no Morro da Mangueira, onde ainda se encontra sediada.
A Mangueira é a maior vencedora do prêmio Estandarte de Ouro, considerado o "óscar do carnaval carioca". Também conquistou diversos outros prêmios como Tamborim de Ouro, S@mba-Net, Estrela do Carnaval, Troféu SRzd, entre outros. Em 2001, a escola foi condecorada com a Ordem do Mérito Cultural. Possui vinte títulos na elite do carnaval, conquistados nos anos de 1932, 1933, 1934, 1940, 1949, 1950, 1954, 1960, 1961, 1967, 1968, 1973, 1984 (campeã), 1984 (supercampeã), 1986, 1987, 1998, 2002, 2016 e 2019. Ocupa a posição de segunda maior vencedora no ranking de campeãs do carnaval carioca, atrás apenas da Portela. 

## Estandarte de Ouro
O Estandarte de Ouro é o mais antigo e importante prêmio extraoficial do carnaval do Rio de Janeiro, sendo conhecido como "Óscar do samba" ou "Óscar do carnaval", numa referência ao Óscar. Sua primeira edição foi realizada em 1972. É organizado e oferecido pelos jornais O Globo e Extra. Contempla a primeira e a segunda divisão do carnaval. Os vencedores são escolhidos por um júri formado por jornalistas, repórteres e colunistas do Jornal O Globo, da Rede Globo e da Rádio Globo; além de artistas ligados à música e às artes.

### Prêmios por categoria
| Categoria                                      | Total | Ano                                                                          |
| ---------------------------------------------- | ----- | ---------------------------------------------------------------------------- |
| Melhor Escola                                  | 9     | 1975, 1984, 1990, 1998, 2002, 2013, 2016, 2017, 2019                         |
| Samba-enredo                                   | 5     | 1990, 2000, 2002, 2009, 2019                                                 |
| Enredo                                         | 1     | 2018                                                                         |
| Bateria                                        | 3     | 1990, 2011, 2024                                                             |
| Intérprete                                     | 6     | 1982, 1990, 1992, 1996, 1998, 2015                                           |
| Mestre-sala                                    | 5     | 1972, 1973, 1978, 1982, 1991                                                 |
| Porta-bandeira                                 | 13    | 1972, 1973, 1974, 1975, 1976, 1980, 1981, 1984, 2004, 2013, 2015, 2019, 2023 |
| Comissão de Frente                             | 7     | 1998, 1999, 2004, 2007, 2011, 2014, 2022                                     |
| Melhor Ala                                     | 4     | 1973, 1983, 2017, 2018                                                       |
| Ala de Baianas                                 | 5     | 1990, 2001, 2013, 2014, 2018                                                 |
| Ala de Passistas                               | 2     | 2014, 2015                                                                   |
| Personalidade                                  | 10    | 1978, 1979, 1985, 1996, 1997, 1999, 2005, 2006, 2011, 2015                   |
| Revelação                                      | 3     | 2002, 2013, 2016                                                             |
| Destaque do Público                            | 2     | 2019, 2023                                                                   |
| Prêmio Especial                                | 1     | 2022                                                                         |
| Legado Social                                  | 1     | 2024                                                                         |
| Passista Feminino (Categoria extinta em 2019)  | 7     | 1981, 1991, 1997, 1999, 2001, 2003, 2016                                     |
| Passista Masculino (Categoria extinta em 2019) | 6     | 1984, 1987, 1990, 1992, 2004, 2010                                           |
| Ala de Crianças (Categoria extinta em 1994)    | 1     | 1986                                                                         |
| Destaque Feminino (Categoria extinta em 1986)  | 4     | 1975, 1978, 1979, 1984                                                       |
| Destaque Masculino (Categoria extinta em 1986) | 5     | 1972, 1974, 1976, 1977, 1980                                                 |
| Total até 2025: 101 prêmios                    |       |                                                                              |

### Relação completa
| Ano  | Categoria premiada | C   | Referência          |
| ---- | --- | --- | ------------------- |
| 1972 | Mestre-sala (Zequinha) | 1   | [ 6 ]               |
| 1972 | Porta-bandeira (Neide) | 2   | [ 6 ]               |
| 1972 | Destaque Masculino (Carlinhos do Pandeiro)                                                                                         | 3   | [ 6 ]               |
| 1973 | Mestre-sala (Élcio PV) | 4   | [ 6 ] [ 7 ]         |
| 1973 | Porta-bandeira (Neide) | 5   | [ 6 ] [ 7 ]         |
| 1973 | Melhor Ala (Baianas) | 6   | [ 6 ] [ 7 ]         |
| 1974 | Porta-bandeira (Neide) | 7   | [ 6 ] [ 8 ]         |
| 1974 | Destaque Masculino (Jamelão) | 8   | [ 6 ] [ 8 ]         |
| 1975 | Melhor Escola | 9   | [ 6 ] [ 9 ]         |
| 1975 | Porta-bandeira (Neide) | 10  | [ 6 ] [ 9 ]         |
| 1975 | Destaque Feminino (Dona Neuma) | 11  | [ 6 ] [ 9 ]         |
| 1976 | Porta-bandeira (Neide) | 12  | [ 6 ] [ 10 ]        |
| 1976 | Destaque Masculino (Waldomiro) | 13  | [ 6 ] [ 10 ]        |
| 1977 | Destaque Masculino (Comissão de Frente)                                                                                            | 14  | [ 6 ] [ 11 ]        |
| 1978 | Comunicação com o Público | 15  | [ 12 ]              |
| 1978 | Mestre-sala (Delegado) | 16  | [ 12 ]              |
| 1978 | Destaque Feminino (Nininha Chochoba)                                                                                               | 17  | [ 12 ]              |
| 1978 | Personalidade (Dona Zica) | 18  | [ 12 ]              |
| 1979 | Destaque Feminino (Zinha) | 19  | [ 13 ]              |
| 1979 | Personalidade (Pelado) | 20  | [ 13 ]              |
| 1980 | Porta-bandeira (Mocinha) | 21  | [ 6 ] [ 14 ]        |
| 1980 | Destaque Masculino (Laerte) | 22  | [ 6 ] [ 14 ]        |
| 1981 | Porta-bandeira (Mocinha) | 23  | [ 6 ] [ 15 ]        |
| 1981 | Passista Feminino (Pururuca) | 24  | [ 6 ] [ 15 ]        |
| 1982 | Intérprete (Jamelão) | 25  | [ 6 ] [ 16 ]        |
| 1982 | Mestre-sala (Delegado) | 26  | [ 6 ] [ 16 ]        |
| 1983 | Melhor Ala (Duques) | 27  | [ 6 ] [ 17 ]        |
| 1984 | Melhor Escola | 28  | [ 6 ] [ 18 ]        |
| 1984 | Porta-bandeira (Mocinha) | 29  | [ 6 ] [ 18 ]        |
| 1984 | Destaque Feminino (Maria Helena)                                                                                                   | 30  | [ 6 ] [ 18 ]        |
| 1984 | Passista Masculino (Índio) | 31  | [ 6 ] [ 18 ]        |
| 1985 | Personalidade (Tia Alice) | 32  | [ 6 ] [ 19 ]        |
| 1986 | Ala de Crianças | 33  | [ 6 ] [ 20 ]        |
| 1987 | Passista Masculino (Ademir Gargalhada)                                                                                             | 34  | [ 6 ] [ 21 ]        |
| 1990 | Melhor Escola | 35  | [ 6 ] [ 22 ]        |
| 1990 | Samba-enredo ("E Deu a Louca no Barroco")                                                                                          | 36  | [ 6 ] [ 22 ]        |
| 1990 | Bateria | 37  | [ 6 ] [ 22 ]        |
| 1990 | Intérprete (Jamelão) | 38  | [ 6 ] [ 22 ]        |
| 1990 | Ala de Baianas | 39  | [ 6 ] [ 22 ]        |
| 1990 | Passista Masculino (Serginho) | 40  | [ 6 ] [ 22 ]        |
| 1991 | Mestre-sala (Robertinho) | 41  | [ 6 ] [ 23 ]        |
| 1991 | Passista Feminino (Janaína) | 42  | [ 6 ] [ 23 ]        |
| 1992 | Intérprete (Jamelão) | 43  | [ 6 ] [ 24 ]        |
| 1992 | Passista Masculino (Celsinho) | 44  | [ 6 ] [ 24 ]        |
| 1996 | Intérprete (Jamelão) | 45  | [ 6 ] [ 25 ]        |
| 1996 | Personalidade (Leci Brandão) | 46  | [ 6 ] [ 25 ]        |
| 1997 | Passista Feminino (Ana Paula Pereira)                                                                                              | 47  | [ 6 ] [ 26 ]        |
| 1997 | Personalidade (Xangô da Mangueira)                                                                                                 | 48  | [ 6 ] [ 26 ]        |
| 1998 | Melhor Escola | 49  | [ 6 ] [ 27 ]        |
| 1998 | Intérprete (Jamelão) | 50  | [ 6 ] [ 27 ]        |
| 1998 | Comissão de Frente | 51  | [ 6 ] [ 27 ]        |
| 1999 | Comissão de Frente | 52  | [ 6 ] [ 28 ]        |
| 1999 | Passista Feminino (Tânia Bisteka)                                                                                                  | 53  | [ 6 ] [ 28 ]        |
| 1999 | Personalidade (Elmo dos Santos) | 54  | [ 6 ] [ 28 ]        |
| 2000 | Samba-enredo ("Dom Obá II - Rei dos Esfarrapados, Príncipe do Povo")                                                               | 55  | [ 6 ] [ 29 ]        |
| 2001 | Ala de Baianas | 56  | [ 6 ] [ 30 ]        |
| 2001 | Passista Feminino (Fabiana Oliveira)                                                                                               | 57  | [ 6 ] [ 30 ]        |
| 2002 | Melhor Escola | 58  | [ 6 ] [ 31 ]        |
| 2002 | Samba-enredo ("Brasil com Z É pra Cabra da Peste, Brasil com S É Nação do Nordeste")                                               | 59  | [ 6 ] [ 31 ]        |
| 2002 | Revelação (Reinaldo - passistas)                                                                                                   | 60  | [ 6 ] [ 31 ]        |
| 2003 | Passista Feminino (Juliana Clara)                                                                                                  | 61  | [ 32 ]              |
| 2004 | Porta-bandeira (Giovanna Justo) | 62  | [ 6 ] [ 33 ]        |
| 2004 | Comissão de Frente | 63  | [ 6 ] [ 33 ]        |
| 2004 | Passista Masculino (Mateus Rego)                                                                                                   | 64  | [ 6 ] [ 33 ]        |
| 2005 | Personalidade (Vó Lucíola) | 65  | [ 34 ]              |
| 2006 | Personalidade (Max Lopes) | 66  | [ 6 ] [ 35 ]        |
| 2007 | Comissão de Frente | 67  | [ 6 ] [ 36 ] [ 37 ] |
| 2009 | Samba-enredo ("A Mangueira Traz os Brasis do Brasil Mostrando a Formação do Povo Brasileiro")                                      | 68  | [ 6 ] [ 38 ] [ 39 ] |
| 2010 | Passista Masculino (Fábio) | 69  | [ 6 ] [ 40 ]        |
| 2011 | Bateria | 70  | [ 6 ] [ 41 ] [ 42 ] |
| 2011 | Comissão de Frente | 71  | [ 6 ] [ 41 ] [ 42 ] |
| 2011 | Personalidade (Beth Carvalho) | 72  | [ 6 ] [ 41 ] [ 42 ] |
| 2013 | Melhor Escola | 73  | [ 6 ] [ 43 ] [ 44 ] |
| 2013 | Porta-bandeira (Marcella Alves) | 74  | [ 6 ] [ 43 ] [ 44 ] |
| 2013 | Ala de Baianas | 75  | [ 6 ] [ 43 ] [ 44 ] |
| 2013 | Revelação (Matheus Freitas - terceiro mestre-sala)                                                                                 | 76  | [ 6 ] [ 43 ] [ 44 ] |
| 2014 | Comissão de Frente | 77  | [ 45 ] [ 46 ]       |
| 2014 | Ala de Baianas | 78  | [ 45 ] [ 46 ]       |
| 2014 | Ala de Passistas | 79  | [ 45 ] [ 46 ]       |
| 2015 | Intérprete (Luizito) | 80  | [ 47 ]              |
| 2015 | Porta-bandeira (Squel Jorgea) | 81  | [ 47 ]              |
| 2015 | Ala de Passistas | 82  | [ 47 ]              |
| 2015 | Personalidade (Nelson Sargento) | 83  | [ 47 ]              |
| 2016 | Melhor Escola | 84  | [ 48 ] [ 49 ]       |
| 2016 | Passista Feminino (Amanda Mattos)                                                                                                  | 85  | [ 48 ] [ 49 ]       |
| 2016 | Revelação (Leandro Vieira - carnavalesco)                                                                                          | 86  | [ 48 ] [ 49 ]       |
| 2017 | Melhor Escola | 87  | [ 50 ] [ 51 ]       |
| 2017 | Melhor Ala ("Lavagem do Bonfim")                                                                                                   | 88  | [ 50 ] [ 51 ]       |
| 2018 | Enredo ("Com Dinheiro ou Sem Dinheiro, Eu Brinco!")                                                                                | 89  | [ 52 ] [ 53 ]       |
| 2018 | Melhor Ala ("Bloco de Sujo ou Vem como Pode no Meio da Multidão")                                                                  | 90  | [ 52 ] [ 53 ]       |
| 2018 | Ala de Baianas | 91  | [ 52 ] [ 53 ]       |
| 2019 | Melhor Escola | 92  | [ 54 ] [ 55 ]       |
| 2019 | Samba-enredo ("História pra Ninar Gente Grande")                                                                                   | 93  | [ 54 ] [ 55 ]       |
| 2019 | Porta-bandeira (Squel Jorgea) | 94  | [ 54 ] [ 55 ]       |
| 2019 | Destaque do Público - voto popular (Cacá Nascimento - Comissão de Frente)                                                          | 95  | [ 54 ] [ 55 ]       |
| 2022 | Comissão de Frente | 96  | [ 56 ]              |
| 2022 | Prêmio Especial - 50 Anos do Estandarte de Ouro (Hélio Turco)                                                                      | 97  | [ 56 ]              |
| 2023 | Porta-bandeira (Cintya Santos) | 98  | [ 57 ]              |
| 2023 | Destaque do Público (Evelyn Bastos)                                                                                                | 99  | [ 57 ]              |
| 2024 | Bateria | 100 | [ 58 ]              |
| 2024 | Legado Social (Para Camp Mangueira, que oferece suporte a adolescentes e jovens na busca por oportunidades no mercado de trabalho) | 101 | [ 59 ]              |

## Estrela do Carnaval
Estrela do Carnaval é uma premiação organizada e concedida pelo site Carnavalesco à primeira e segunda divisões do carnaval carioca. Sua primeira edição foi realizada em 2008. Até 2011 foi realizada em parceria com o site SRZD. Os premiados são escolhidos por jornalistas, comentaristas, radialistas e fotógrafos que fazem a cobertura dos desfiles das escolas de samba.
| Ano  | Categoria premiada                                                                            | C  | Referência           |
| ---- | --------------------------------------------------------------------------------------------- | -- | -------------------- |
| 2009 | Samba-enredo ("A Mangueira Traz os Brasis do Brasil Mostrando a Formação do Povo Brasileiro") | 1  | [ 60 ] [ 61 ] [ 62 ] |
| 2010 | Samba-enredo ("Mangueira É Música do Brasil")                                                 | 2  | [ 63 ] [ 64 ]        |
| 2010 | Bateria                                                                                       | 3  | [ 63 ] [ 64 ]        |
| 2010 | Mestre-sala e Porta-bandeira (Raphael Rodrigues e Marcella Alves)                             | 4  | [ 63 ] [ 64 ]        |
| 2010 | Originalidade (Bateria "encarcerada")                                                         | 5  | [ 63 ] [ 64 ]        |
| 2011 | Bateria                                                                                       | 6  | [ 60 ] [ 65 ] [ 66 ] |
| 2011 | Passista Masculino (Leandro Carvalho)                                                         | 7  | [ 60 ] [ 65 ] [ 66 ] |
| 2013 | Mestre-sala e Porta-bandeira (Raphael Rodrigues e Marcella Alves)                             | 8  | [ 60 ] [ 67 ]        |
| 2013 | Passista Masculino (Celinho)                                                                  | 9  | [ 60 ] [ 67 ]        |
| 2016 | Carnavalesco (Leandro Vieira)                                                                 | 10 | [ 68 ]               |
| 2016 | Conjunto de Fantasias                                                                         | 11 | [ 68 ]               |
| 2016 | Originalidade (Visual da porta-bandeira Squel Jorgea, que desfilou "careca")                  | 12 | [ 68 ]               |
| 2017 | Desfile do Ano                                                                                | 13 | [ 69 ]               |
| 2017 | Carnavalesco (Leandro Vieira)                                                                 | 14 | [ 69 ]               |
| 2017 | Enredo ("Só com a Ajuda do Santo")                                                            | 15 | [ 69 ]               |
| 2017 | Ala de Baianas                                                                                | 16 | [ 69 ]               |
| 2017 | Fantasias                                                                                     | 17 | [ 69 ]               |
| 2019 | Ala de Passistas                                                                              | 18 | [ 70 ]               |
| 2019 | Harmonia                                                                                      | 19 | [ 70 ]               |
| 2020 | Comissão de Frente                                                                            | 20 | [ 71 ]               |
| 2020 | Originalidade (Alegoria com o menino "crucificado")                                           | 21 | [ 71 ]               |
| 2023 | Samba-enredo ("As Áfricas Que a Bahia Canta")                                                 | 22 | [ 72 ]               |
| 2023 | Revelação (Dowglas Diniz - intérprete)                                                        | 23 | [ 72 ]               |
| 2024 | Ala de Passistas                                                                              | 24 | [ 73 ]               |
| 2024 | Harmonia                                                                                      | 25 | [ 73 ]               |
| 2025 | Rainha de Bateria: Evelyn Bastos                                                              | 26 | [ 74 ]               |

## Fala Galera Carna Insta
Fala Galera Carna Insta é um prêmio concedido desde 2022 pelo site carnainsta junto com o canal Fala Galera às escolas de samba da primeira e da segunda divisão do carnaval carioca.
| Ano  | Categoria premiada                            | C | Referência |
| ---- | --------------------------------------------- | - | ---------- |
| 2022 | Comissão de Frente                            | 1 | [ 75 ]     |
| 2023 | Samba-enredo ("As Áfricas que a Bahia Canta") | 2 | [ 76 ]     |
| 2024 | Mestre-sala (Matheus Olivério)                | 3 | [ 77 ]     |
| 2024 | Porta-bandeira (Cintya Santos)                | 4 | [ 77 ]     |

## Feras da Sapucaí
Feras da Sapucaí é um prêmio concedido desde 2022 pela revista Feras do Carnaval às escolas de samba da primeira e da segunda divisão do carnaval carioca.
| Ano  | Categoria premiada                            | C | Referência |
| ---- | --------------------------------------------- | - | ---------- |
| 2023 | Samba-enredo ("As Áfricas que a Bahia Canta") | 1 | [ 78 ]     |
| 2023 | Musa (Andressa Verdino)                       | 2 | [ 78 ]     |

## Gato de Prata
Troféu Gato de Prata é um prêmio idealizado e concedido pelo cantor, compositor e jornalista Tico do Gato à primeira e segunda divisões do carnaval carioca. Sua primeira edição foi realizada em 2010. A escolha dos contemplados é feita por jornalistas, comentaristas, radialistas e fotógrafos que fazem a cobertura dos desfiles das escolas de samba.
| Ano  | Categoria premiada                                           | C  | Referência    |
| ---- | ------------------------------------------------------------ | -- | ------------- |
| 2012 | Ala de Passistas Masculino                                   | 1  | [ 80 ]        |
| 2012 | Destaque de Luxo (Tânia Índio do Brasil)                     | 2  | [ 80 ]        |
| 2013 | Torcidas organizadas da Mangueira                            | 3  | [ 81 ] [ 82 ] |
| 2016 | Enredo ("Maria Bethânia: A Menina dos Olhos de Oyá")         | 4  | [ 83 ]        |
| 2016 | Porta-bandeira (Squel Jorgea)                                | 5  | [ 83 ]        |
| 2016 | Intérprete (Ciganerey)                                       | 6  | [ 83 ]        |
| 2016 | Revelação (Leandro Vieira - carnavalesco)                    | 7  | [ 83 ]        |
| 2017 | Ala de Baianas                                               | 8  | [ 79 ]        |
| 2017 | Melhor Comunicação com o Público (Samba-enredo da Mangueira) | 9  | [ 79 ]        |
| 2018 | Ala de Passistas                                             | 10 | [ 84 ]        |
| 2018 | Melhor Ala ("Bloco de Sujo")                                 | 11 | [ 84 ]        |
| 2019 | Melhor Escola                                                | 12 | [ 85 ]        |
| 2019 | Samba-enredo ("História pra Ninar Gente Grande")             | 13 | [ 85 ]        |
| 2019 | Enredo ("História pra Ninar Gente Grande")                   | 14 | [ 85 ]        |
| 2020 | Comissão de Frente                                           | 15 | [ 86 ]        |
| 2023 | Samba-enredo ("As Áfricas Que a Bahia Canta")                | 16 | [ 87 ]        |
| 2025 | Melhor Ala                                                   | 17 | [ 88 ]        |

## Machine - Bastidores do Carnaval Carioca
O Prêmio Machine - Bastidores do Carnaval Carioca é uma premiação idealizada por Cátia Calixto, com coordenação de Denise Pinto Pereira e Elizabeth Rodrigues, concedida aos profissionais técnicos que atuam no Sambódromo da Marquês de Sapucaí. O prêmio foi criado em homenagem à José Carlos Farias Caetano ("Machine"), conhecido como Síndico da Passarela. Sua primeira edição foi realizada em 2016. A escolha dos contemplados é feita pelos coordenadores do prêmio e pelo júri técnico formado por personalidades ligadas ao samba e ao carnaval.
| Ano  | Categoria premiada                                                                | Referência |
| ---- | --------------------------------------------------------------------------------- | ---------- |
| 2016 | Mestres de Bateria (Rodrigo Explosão e Vitor Art)                                 | [ 90 ]     |
| 2016 | Torcidas organizadas (Nação Verde e Rosa, Nação Mangueirense e Raiz Mangueirense) | [ 90 ]     |
| 2017 | Destaque de Luxo (Tânia Índio do Brasil)                                          | [ 91 ]     |
| 2022 | Coreógrafo de Ala (Marcelo Chocolate - Ala Gafieira)                              | [ 92 ]     |

## Melhores do Carnaval
Melhores do Carnaval é um prêmio virtual concedido às escolas de samba da primeira divisão do carnaval carioca.
| Ano  | Categoria premiada | C | Referência |
| ---- | ------------------ | - | ---------- |
| 2025 | Comissão de Frente | 1 | [ 93 ]     |

## Passista Samba no Pé
O Prêmio Passista Samba no Pé é destinado exclusivamente ao segmento de passistas do carnaval do Rio de Janeiro, sendo oferecido pelo portal Passista Samba no Pé. Contempla a primeira e segunda divisão do carnaval. Sua primeira edição foi realizada em 2016. A escolha dos contemplados é realizada pelos coordenadores do prêmio.
| Ano  | Categoria premiada                                  | Referência |
| ---- | --------------------------------------------------- | ---------- |
| 2017 | Melhor Passista Masculino (Douglas Cardoso)         | [ 94 ]     |
| 2018 | Melhor Passista Masculino (Renato Jeronimo - "Rey") | [ 95 ]     |

## Plumas & Paetês Cultural
O Prêmio Plumas & Paetês Cultural é uma premiação concedida desde 2005 à técnicos e profissionais que trabalham nos bastidores do carnaval carioca.
| Ano  | Categoria                                      | Premiado(a)                                                                                                  | C  | Referência |
| ---- | ---------------------------------------------- | --- | -- | ---------- |
| 2005 | Destaque Feminino                              | Tânia Índio do Brasil                                                                                        | 1  | [ 97 ]     |
| 2005 | Destaque Masculino                             | Eduardo Leal                                                                                                 | 2  | [ 97 ]     |
| 2006 | Figurinista                                    | Fábio Ricardo                                                                                                | 3  | [ 98 ]     |
| 2006 | Destaque Feminino                              | Tânia Índio do Brasil                                                                                        | 4  | [ 98 ]     |
| 2006 | Destaque Masculino                             | Anderson Ferreira                                                                                            | 5  | [ 98 ]     |
| 2007 | Escultor                                       | Flavinho | 6  | [ 99 ]     |
| 2008 | "Eu Sou o Samba"                               | Delegado | 7  | [ 100 ]    |
| 2009 | Historiador / Pesquisador                      | Roberto Szaniecki                                                                                            | 8  | [ 101 ]    |
| 2009 | Compositores                                   | Gilson Bernini, Gustavo Clarão, Jr. Fionda e Lequinho                                                        | 9  | [ 101 ]    |
| 2010 | Destaque Feminino                              | Tânia Índio do Brasil                                                                                        | 10 | [ 102 ]    |
| 2011 | Compositores                                   | Aílton Nunes, Alemão do Cavaco, Cesinha Maluco, Pê Baianinho, Rifai e Xavier                                 | 11 | [ 103 ]    |
| 2011 | Mestre de Bateria                              | Aílton Nunes                                                                                                 | 12 | [ 103 ]    |
| 2012 | Personalidade                                  | Raphael Rodrigues e Marcella Alves                                                                           | 13 | [ 104 ]    |
| 2016 | Figurinista                                    | Leandro Vieira                                                                                               | 14 | [ 105 ]    |
| 2016 | Destaque de Luxo                               | Eduardo Leal                                                                                                 | 15 | [ 105 ]    |
| 2017 | Artesão / Escultor                             | Teixeira | 16 | [ 106 ]    |
| 2017 | Carpinteiro                                    | Fabrício | 17 | [ 106 ]    |
| 2017 | Diretor de Harmonia                            | Edson Gois                                                                                                   | 18 | [ 106 ]    |
| 2017 | Maquiador Artístico                            | Steven Rangel                                                                                                | 19 | [ 106 ]    |
| 2017 | Pintor Artístico                               | Leandro Assis                                                                                                | 20 | [ 106 ]    |
| 2018 | Artesão/escultor                               | José Teixeira                                                                                                | 21 | [ 107 ]    |
| 2018 | Pintor Artístico                               | Leandro Assis                                                                                                | 22 | [ 107 ]    |
| 2019 | Compositores                                   | Deivid Domênico, Tomaz Miranda, Danilo Firmino, Márcio Bola, Silvio Moreira Filho (Mama) e Ronie de Oliveira | 23 | [ 108 ]    |
| 2019 | Destaque Performático Masculino                | Nabil Habib                                                                                                  | 24 | [ 108 ]    |
| 2019 | Pesquisador                                    | Leandro Vieira                                                                                               | 25 | [ 108 ]    |
| 2020 | Coreografos                                    | Priscilla Mota e Rodrigo Negri                                                                               | 26 | [ 109 ]    |
| 2020 | Destaque Performático Feminino                 | Evelyn Bastos                                                                                                | 27 | [ 109 ]    |
| 2020 | Pintor Artístico                               | Leandro Assis                                                                                                | 28 | [ 109 ]    |
| 2023 | Compositores                                   | Lequinho, Junior Fionda, Gabriel Machado, Guilherme Sá e Paulinho Bandolim                                   | 29 | [ 110 ]    |
| 2023 | Mestre de Bateria                              | Wesley | 30 | [ 110 ]    |
| 2023 | Intérpretes                                    | Marquinho Art'Samba e Dowglas Diniz                                                                          | 31 | [ 110 ]    |
| 2023 | Passista Feminino                              | Amanda Mattos                                                                                                | 32 | [ 110 ]    |
| 2024 | Diretora de Barracão                           | Tânia Bisteka                                                                                                | 33 | [ 111 ]    |
| 2024 | Terceiro Casal de Mestre-sala e Porta-bandeira | Maycon Ferreira e Lorena Brito                                                                               | 34 | [ 111 ]    |

## Prêmio 100% Carnaval
100% Carnaval é um prêmio virtual concedido desde 2019 às escolas de samba da primeira e da segunda divisão do carnaval carioca.
| Ano  | Categoria premiada                               | C  | Referência |
| ---- | ------------------------------------------------ | -- | ---------- |
| 2019 | Melhor Escola                                    | 1  | [ 112 ]    |
| 2019 | Samba-enredo ("História pra Ninar Gente Grande") | 2  | [ 112 ]    |
| 2019 | Enredo ("História pra Ninar Gente Grande")       | 3  | [ 112 ]    |
| 2019 | Comissão de Frente                               | 4  | [ 112 ]    |
| 2019 | Personalidade (Leci Brandão)                     | 5  | [ 112 ]    |
| 2020 | Porta-bandeira (Squel Jorgea)                    | 6  | [ 113 ]    |
| 2020 | Comissão de Frente                               | 7  | [ 113 ]    |
| 2020 | Conjunto de Fantasias                            | 8  | [ 113 ]    |
| 2022 | Comissão de Frente                               | 9  | [ 114 ]    |
| 2023 | Samba-enredo ("As Áfricas Que a Bahia Canta")    | 10 | [ 115 ]    |
| 2023 | Revelação (Cintya Santos - porta-bandeira)       | 11 | [ 115 ]    |

## Prêmio Destaques do Ano
O Prêmio Destaques do Ano é oferecido desde 2020 pelo site Carnavalesco a escolas de samba e personalidades do carnaval que se destacaram em cada ano.
| Ano  | Categoria                | Premiado(a)          | Referência |
| ---- | ------------------------ | -------------------- | ---------- |
| 2023 | Profissional de Barracão | Tânia Bisteka        | [ 116 ]    |
| 2023 | Sambista Hors concours   | Elmo José dos Santos | [ 116 ]    |
| 2023 | Representatividade Preta | Evelyn Bastos        | [ 116 ]    |

## Resenha dos Sambistas
Resenha dos Sambistas é uma premiação criada em 2024, idealizada e promovida pelos diretores de carnaval Junior Escafura e Dudu Azevedo. Os premiados são indicados por diretores de carnaval e representantes dos segmentos de cada escola. Os três indicados de cada categoria recebem placas de primeiro, segundo e terceiro lugar.
| Ano  | Categorias premiadas                                         | Outras indicações | Referência      |
| ---- | ------------------------------------------------------------ | --- | --------------- |
| 2024 | -                                                            | - Bateria (terceiro lugar) - Mestre-sala e Porta-bandeira - Matheus Olivério e Cintya Santos (terceiro lugar) - Rainha de Bateria - Evelyn Bastos (terceiro lugar) | [ 118 ] [ 119 ] |
| 2025 | - Assessoria de Imprensa - Rainha de Bateria - Evelyn Bastos | - Harmonia (terceiro lugar) | [ 120 ]         |

## S@mba-Net
O Prêmio S@mba-Net é uma premiação concedida às escolas de samba da primeira, segunda e terceira divisões do carnaval do Rio de Janeiro. Foi idealizado pelo carnavalesco Luiz Fernando Reis e criado em 1999, ano de sua primeira edição. Os premiados são escolhidos por jornalistas que fazem a cobertura dos desfiles e pelos coordenadores do prêmio.
| Ano  | Categoria premiada                                                | C  | Referência      |
| ---- | ----------------------------------------------------------------- | -- | --------------- |
| 2007 | Destaque de Luxo (Eduardo Leal)                                   | 1  | [ 124 ] [ 125 ] |
| 2013 | Mestre-sala e Porta-bandeira (Raphael Rodrigues e Marcella Alves) | 2  | [ 126 ]         |
| 2014 | Ala de Passistas                                                  | 3  | [ 127 ]         |
| 2016 | Melhor Escola                                                     | 4  | [ 128 ]         |
| 2016 | Mestre-sala e Porta-bandeira (Raphael Rodrigues e Marcella Alves) | 5  | [ 128 ]         |
| 2017 | Melhor Escola                                                     | 6  | [ 129 ]         |
| 2017 | Ala de Baianas                                                    | 7  | [ 129 ]         |
| 2018 | Mais Elegante Galeria de Velha Guarda                             | 8  | [ 130 ]         |
| 2018 | Conjunto de Passistas                                             | 9  | [ 130 ]         |
| 2019 | Melhor Escola                                                     | 10 | [ 131 ]         |
| 2019 | Samba-enredo ("História pra Ninar Gente Grande")                  | 11 | [ 131 ]         |
| 2019 | Enredo ("História pra Ninar Gente Grande")                        | 12 | [ 131 ]         |
| 2019 | Comissão de Frente                                                | 13 | [ 131 ]         |
| 2019 | Ala de Baianas                                                    | 14 | [ 131 ]         |
| 2020 | Comissão de Frente                                                | 15 | [ 132 ]         |
| 2022 | Comissão de Frente                                                | 16 | [ 133 ]         |
| 2022 | Mestre-sala e Porta-bandeira (Matheus Olivério e Squel Jorgea)    | 17 | [ 133 ]         |
| 2023 | Samba-enredo ("As Áfricas Que a Bahia Canta")                     | 18 | [ 134 ]         |
| 2023 | Mais Elegante Velha Guarda                                        | 19 | [ 134 ]         |
| 2025 | Bateria                                                           | 20 | [ 135 ]         |
| 2025 | Comissão de Frente                                                | 21 | [ 135 ]         |

## SRzd Carnaval
O Prêmio SRzd Carnaval é uma premiação organizada e concedida pelo site SRzd à primeira, segunda e terceira divisões do carnaval carioca. De 2008 a 2011 foi realizado como "Estrela do Carnaval". A partir de 2012, passou a se chamar SRzd Carnaval. Os premiados são escolhidos por jornalistas que fazem a cobertura dos desfiles das escolas de samba.
| Ano  | Categoria premiada                                              | C | Referência |
| ---- | --------------------------------------------------------------- | - | ---------- |
| 2012 | Bateria                                                         | 1 | [ 137 ]    |
| 2014 | Rainha de Bateria (Evelyn Bastos)                               | 2 | [ 138 ]    |
| 2015 | Mestre-sala e Porta-bandeira (Raphael Rodrigues e Squel Jorgea) | 3 | [ 139 ]    |
| 2017 | Ala de Baianas                                                  | 4 | [ 140 ]    |
| 2018 | Mestre-sala e Porta-bandeira (Matheus Olivério e Squel Jorgea)  | 5 | [ 141 ]    |
| 2019 | Intérprete (Marquinho Art'Samba)                                | 6 | [ 142 ]    |
| 2022 | Comissão de Frente                                              | 7 | [ 143 ]    |
| 2023 | Samba-enredo ("As Áfricas Que a Bahia Canta")                   | 8 | [ 144 ]    |
| 2023 | Bateria                                                         | 9 | [ 144 ]    |

## Troféu Bateria
O Troféu Bateria é concedido por especialistas no assunto, desde 2016, às escolas de samba da primeira e da segunda divisão do carnaval carioca.
| Ano  | Categoria premiada          | C | Referência |
| ---- | --------------------------- | - | ---------- |
| 2018 | Melhor Ala de Repique       | 1 | [ 145 ]    |
| 2019 | Melhor "Paradinha" (Marcha) | 2 | [ 145 ]    |
| 2023 | Melhor Conjunto de Bossas   | 3 | [ 145 ]    |
| 2023 | Melhor Ala de Tamborim      | 4 | [ 145 ]    |
| 2024 | Melhor Conjunto de Bossas   | 5 | [ 145 ]    |
| 2024 | Melhor Ala de Repique       | 6 | [ 145 ]    |

## Troféu Explosão in Samba
O Troféu Explosão in Samba é concedido pela Revista Explosão in Samba desde 2017 às escolas de samba da primeira e da segunda divisão do carnaval carioca.
| Ano  | Categoria premiada                            | C | Referência |
| ---- | --------------------------------------------- | - | ---------- |
| 2022 | Ala de Baianas                                | 1 | [ 146 ]    |
| 2023 | Samba-enredo ("As Áfricas Que a Bahia Canta") | 2 | [ 147 ]    |
| 2023 | Ala de Baianas                                | 3 | [ 147 ]    |
| 2024 | Rainha de Bateria (Evelyn Bastos)             | 4 | [ 148 ]    |
| 2025 | Ala de Baianas                                | 5 | [ 149 ]    |

## Troféu Sambario
O Troféu Sambario é um prêmio virtual concedido pelo site especializado Sambario desde 2009 às escolas de samba dos grupos Especial e de acesso. Entre 2013 e 2017, não foi realizado, retornando na edição de 2018. Os vencedores são escolhidos através de votação interna feita entre a equipe do site Sambario, com jornalistas e integrantes de outros veículos convidados.
| Ano  | Categoria premiada                                  | C  | Referência |
| ---- | --------------------------------------------------- | -- | ---------- |
| 2011 | Samba-enredo ("O Filho Fiel, Sempre Mangueira")     | 1  | [ 150 ]    |
| 2011 | Enredo ("O Filho Fiel, Sempre Mangueira")           | 2  | [ 150 ]    |
| 2011 | Bateria                                             | 3  | [ 150 ]    |
| 2011 | Rainha de Bateria (Renata Santos)                   | 4  | [ 150 ]    |
| 2018 | Enredo ("Com Dinheiro ou Sem Dinheiro, Eu Brinco!") | 5  | [ 151 ]    |
| 2018 | Ala de Baianas                                      | 6  | [ 151 ]    |
| 2019 | Melhor Escola                                       | 7  | [ 152 ]    |
| 2019 | Samba-enredo ("História pra Ninar Gente Grande")    | 8  | [ 152 ]    |
| 2019 | Enredo ("História pra Ninar Gente Grande")          | 9  | [ 152 ]    |
| 2019 | Bateria                                             | 10 | [ 152 ]    |
| 2019 | Personalidade (Leci Brandão)                        | 11 | [ 152 ]    |
| 2020 | Melhor Ala de Passistas                             | 12 | [ 153 ]    |
| 2020 | Melhor Conjunto Alegórico                           | 13 | [ 153 ]    |
| 2020 | Melhor Ala ("Maria Madalena dos Anos 2000")         | 14 | [ 153 ]    |
| 2020 | Melhor Alegoria ("O Calvário")                      | 15 | [ 153 ]    |
| 2022 | Comissão de Frente                                  | 16 | [ 154 ]    |
| 2023 | Samba-enredo ("As Áfricas Que a Bahia Canta")       | 17 | [ 155 ]    |
| 2024 | Personalidade (Alcione)                             | 18 | [ 156 ]    |

## Troféu Tupi Carnaval Total
O Troféu Tupi Carnaval Total é um prêmio concedido pela Super Rádio Tupi, desde 2010, às escolas de samba da primeira e segunda divisão do carnaval. Os premiados são escolhidos por jornalistas, comentaristas e repórteres que cobrem o carnaval pela Rádio Tupi. Entre 2016 e 2019 o prêmio não foi entregue, retornando na edição de 2020.
| Ano  | Categoria premiada                                                | C  | Referência      |
| ---- | ----------------------------------------------------------------- | -- | --------------- |
| 2010 | Samba-enredo ("Mangueira É Música do Brasil")                     | 1  | [ 157 ] [ 158 ] |
| 2010 | Mestre-sala e Porta-bandeira (Raphael Rodrigues e Marcella Alves) | 2  | [ 157 ] [ 158 ] |
| 2011 | Melhor Escola                                                     | 3  | [ 159 ] [ 160 ] |
| 2011 | Bateria                                                           | 4  | [ 159 ] [ 160 ] |
| 2011 | Rainha de Bateria (Renata Santos)                                 | 5  | [ 159 ] [ 160 ] |
| 2013 | Mestre-sala e Porta-bandeira (Raphael Rodrigues e Marcella Alves) | 6  | [ 161 ]         |
| 2014 | Rainha de Bateria (Evelyn Bastos)                                 | 7  | [ 162 ]         |
| 2015 | Mestre-sala e Porta-bandeira (Raphael Rodrigues e Squel Jorgea)   | 8  | [ 163 ]         |
| 2020 | Destaque (Evelyn Bastos representando Cristo Mulher)              | 9  | [ 164 ]         |
| 2022 | Comissão de Frente                                                | 10 | [ 165 ]         |
| 2023 | Samba-enredo ("As Áfricas Que a Bahia Canta")                     | 11 | [ 166 ]         |
| 2023 | Harmonia                                                          | 12 | [ 166 ]         |
| 2023 | Rainha de Bateria (Evelyn Bastos)                                 | 13 | [ 166 ]         |

## Prêmios extintos

### Estandarte do Povo
Estandarte do Povo foi um prêmio concedido nos anos de 1982 e 1983 às escolas de samba da primeira divisão do carnaval carioca. O prêmio foi criado e organizado pelo Jornal do Brasil e pela TVS. Os vencedores eram escolhidos através do voto popular.
| Ano  | Categoria premiada                                | Referência |
| ---- | ------------------------------------------------- | ---------- |
| 1983 | Mestre-sala e Porta-bandeira (Delegado e Mocinha) | [ 167 ]    |

### Melhores do Carnaval
O Melhores do Carnaval foi concedido em 2019 pelo site Carnaval Interativo às escolas de samba da primeira e segunda divisões do carnaval carioca.
| Ano  | Categoria premiada                         | Referência |
| ---- | ------------------------------------------ | ---------- |
| 2019 | Melhor Escola                              | [ 168 ]    |
| 2019 | Enredo ("História pra Ninar Gente Grande") | [ 168 ]    |

### Tamborim de Ouro
O Troféu Tamborim de Ouro foi um prêmio entregue entre 1998 e 2020 à primeira e segunda divisão do carnaval do Rio de Janeiro. Era organizado e oferecido pelo Jornal O Dia. Algumas categorias tinham seus vencedores escolhidos por meio de votação popular online, enquanto outras eram votadas por um júri de jornalistas e especialistas.
| Ano  | Categoria premiada                                                                       | C  | Referência      |
| ---- | ---------------------------------------------------------------------------------------- | -- | --------------- |
| 2000 | Melhor Escola                                                                            | 1  | [ 171 ]         |
| 2000 | Samba-enredo ("Dom Obá II - Rei dos Esfarrapados, Príncipe do Povo")                     | 2  | [ 171 ]         |
| 2000 | Comissão de Frente                                                                       | 3  | [ 171 ]         |
| 2000 | Ala de Baianas                                                                           | 4  | [ 171 ]         |
| 2000 | Ala de Crianças                                                                          | 5  | [ 171 ]         |
| 2002 | Samba-enredo ("Brazil com 'Z' É pra Cabra da Peste, Brasil com 'S' É Nação do Nordeste") | 6  | [ 172 ]         |
| 2002 | Personalidade (Jamelão)                                                                  | 7  | [ 172 ]         |
| 2003 | Melhor Escola                                                                            | 8  | [ 173 ]         |
| 2003 | Comissão de Frente                                                                       | 9  | [ 173 ]         |
| 2003 | Personalidade (Jamelão)                                                                  | 10 | [ 173 ]         |
| 2004 | Comissão de Frente                                                                       | 11 | [ 174 ]         |
| 2005 | "Samba no Pé" Feminino (Juliana Clara)                                                   | 12 | [ 175 ]         |
| 2006 | Melhor Escola                                                                            | 13 | [ 176 ]         |
| 2007 | Escola de Samba da Década                                                                | 14 | [ 177 ]         |
| 2007 | Intérprete (Luizito)                                                                     | 15 | [ 177 ]         |
| 2008 | Ala de Baianas                                                                           | 16 | [ 178 ]         |
| 2009 | Enredo ("A Mangueira Traz os Brasis do Brasil Mostrando a Formação do Povo Brasileiro")  | 17 | [ 179 ]         |
| 2010 | Melhor Escola                                                                            | 18 | [ 180 ]         |
| 2010 | Samba-enredo ("Mangueira É Música do Brasil")                                            | 19 | [ 180 ]         |
| 2011 | Bateria                                                                                  | 20 | [ 181 ] [ 182 ] |
| 2011 | Mestre-sala e Porta-bandeira (Raphael Rodrigues e Marcella Alves)                        | 21 | [ 181 ] [ 182 ] |
| 2012 | Mestre-sala e Porta-bandeira (Raphael Rodrigues e Marcella Alves)                        | 22 | [ 183 ] [ 184 ] |
| 2012 | Musa da Sapucaí (Renata Santos)                                                          | 23 | [ 183 ] [ 184 ] |
| 2014 | Comissão de Frente                                                                       | 24 | [ 185 ]         |
| 2015 | Ala de Baianas                                                                           | 25 | [ 186 ]         |
| 2015 | Homenagem Especial (Nelson Sargento)                                                     | 26 | [ 186 ]         |
| 2016 | Enredo ("Maria Bethânia: A Menina dos Olhos de Oyá")                                     | 27 | [ 187 ]         |
| 2016 | Bateria                                                                                  | 28 | [ 187 ]         |
| 2016 | Intérprete (Ciganerey)                                                                   | 29 | [ 187 ]         |
| 2017 | Enredo ("Só com a Ajuda do Santo")                                                       | 30 | [ 188 ]         |
| 2017 | Ala de Baianas                                                                           | 31 | [ 188 ]         |
| 2019 | Melhor Escola                                                                            | 32 | [ 189 ]         |
| 2020 | Samba do Ano ("A Verdade Vos Fará Livre")                                                | 33 | [ 190 ]         |
| 2020 | Comissão de Frente                                                                       | 34 | [ 190 ]         |
| 2020 | Carnavalesco (Leandro Vieira)                                                            | 35 | [ 190 ]         |

### Troféu Andarilho do Samba
O Troféu Andarilho do Samba foi entregue em 2008, elegendo os melhores de todas as divisões do carnaval carioca. Foi oferecido pelo programa Andarilho do Samba, da Rádio Metropolitana, sob responsabilidade do radialista Arnaldo Lyrio.
| Ano  | Categoria premiada          | Referência |
| ---- | --------------------------- | ---------- |
| 2008 | Velha Guarda                | [ 191 ]    |
| 2008 | Destaque de Luxo (Santinho) | [ 191 ]    |

### Troféu Apoteose
Troféu Apoteose foi um prêmio concedido pelo Programa Cidade do Samba, do radialista João Estevam, entre 2004 e 2014 à primeira, segunda e terceira divisões do carnaval do Rio de Janeiro.
| Ano  | Categoria premiada                | Referência |
| ---- | --------------------------------- | ---------- |
| 2006 | Harmonia                          | [ 192 ]    |
| 2013 | Bateria                           | [ 193 ]    |
| 2014 | Rainha de Bateria (Evelyn Bastos) | [ 194 ]    |

### Troféu Jorge Lafond
Troféu Jorge Lafond foi um prêmio concedido entre 2004 e 2016 pela escola de samba Acadêmicos do Cubango às agremiações dos grupos de acesso. O prêmio foi criado em homenagem ao ator Jorge Lafond.
| Ano  | Categoria premiada                                     | Referência |
| ---- | ------------------------------------------------------ | ---------- |
| 2004 | Carnavalesco (Max Lopes)                               | [ 196 ]    |
| 2016 | Homenagem Especial (Evelyn Bastos - Rainha de Bateria) | [ 197 ]    |

### Troféu Natal
O Troféu Natal foi um prêmio concedido pela PROMAG Promoções e Artes Gráficas em parceria com a Rede Globo às escolas de samba do Grupo 1 de 1976. O nome do prêmio homenageia Natal da Portela, morto em 1975.
| Ano  | Categoria premiada             | Referência |
| ---- | ------------------------------ | ---------- |
| 1976 | Porta-bandeira (Neide)         | [ 198 ]    |
| 1976 | Passista (Gargalhada)          | [ 198 ]    |
| 1976 | Destaque Feminino (Dona Zica)  | [ 198 ]    |
| 1976 | Destaque Masculino (Waldomiro) | [ 198 ]    |

### Troféu Papa-Tudo - Rede Manchete
O Troféu Papa-Tudo - Rede Manchete foi um prêmio concedido pela Rede Manchete entre os anos de 1995 e 1998 às escolas de samba da primeira e segunda divisões do carnaval carioca.
| Ano  | Categoria premiada   | Referência |
| ---- | -------------------- | ---------- |
| 1995 | Intérprete (Jamelão) | [ 199 ]    |

### Troféu Rádio Manchete
Troféu Rádio Manchete foi um prêmio concedido pela Rádio Manchete às escolas do grupos Especial, Acesso A e B. Os vencedores eram escolhidos por comentaristas e repórteres de Carnaval da Rádio Manchete AM.
| Ano  | Categoria premiada                                                                            | C | Referência |
| ---- | --------------------------------------------------------------------------------------------- | - | ---------- |
| 2008 | Porta-bandeira (Giovanna Justo)                                                               | 1 | [ 200 ]    |
| 2009 | Samba-enredo ("A Mangueira Traz os Brasis do Brasil Mostrando a Formação do Povo Brasileiro") | 2 | [ 201 ]    |
| 2009 | Mestre-sala (Marquinhos)                                                                      | 3 | [ 201 ]    |
| 2010 | Bateria                                                                                       | 4 | [ 202 ]    |
| 2011 | Enredo ("O Filho Fiel, Sempre Mangueira")                                                     | 5 | [ 203 ]    |
| 2011 | Bateria                                                                                       | 6 | [ 203 ]    |
| 2011 | Mestre-sala e Porta-bandeira (Raphael Rodrigues e Marcella Alves)                             | 7 | [ 203 ]    |

### Troféu Sambista
Troféu Sambista foi uma premiação concedida entre 2016 e 2018 pelo Jornal do Sambista às escolas de samba da primeira, segunda e terceira divisões do carnaval.
| Ano  | Categoria premiada                                                                                  | C | Referência |
| ---- | --------------------------------------------------------------------------------------------------- | - | ---------- |
| 2016 | Enredo ("Maria Bethânia: A Menina dos Olhos de Oyá")                                                | 1 | [ 204 ]    |
| 2016 | Mestre-sala e Porta-bandeira (Raphael Rodrigues e Squel Jorgea)                                     | 2 | [ 204 ]    |
| 2016 | Ala de Crianças                                                                                     | 3 | [ 204 ]    |
| 2016 | Destaque (Ludmilla Aquino)                                                                          | 4 | [ 204 ]    |
| 2017 | Ala de Crianças                                                                                     | 5 | [ 205 ]    |
| 2017 | Prêmio Especial: Segundo Casal de Mestre-sala e Porta-bandeira (Renan Oliveira e Débora de Almeida) | 6 | [ 205 ]    |
| 2018 | Ala de Passistas                                                                                    | 7 | [ 206 ]    |

### Troféu Vai Dar Samba
O Troféu Vai Dar Samba foi entregue em 2018, elegendo os melhores da primeira e segunda divisões do carnaval carioca. Foi oferecido pelo programa Vai Dar Samba, da Rádio 94 FM, sob responsabilidade do jornalista Miro Ribeiro.
| Ano  | Categoria premiada | Referência |
| ---- | ------------------ | ---------- |
| 2018 | Fantasias          | [ 207 ]    |

## Condecorações

### Ordem do Mérito Cultural
A Ordem do Mérito Cultural (OMC) é uma ordem honorífica dada a personalidades e entidades como forma de reconhecer suas contribuições à cultura do Brasil. A Mangueira foi agraciado com a Ordem do Mérito Cultural em 2001, ao lado das escolas Portela, Império Serrano e Vila Isabel.
| Ano  | Condecoração             | Referência |
| ---- | ------------------------ | ---------- |
| 2001 | Ordem do Mérito Cultural | [ 208 ]    |

## Outros

### Cidadão Samba
Cidadão Samba foi um título concedido anualmente pela imprensa carioca a sambistas e representantes notórios das escolas de samba do Rio de Janeiro. A condecoração foi criada em 1936 pelo Jornal A Nação. Ao longo do tempo, passou por diversas fases, sendo organizado por diferentes órgãos da imprensa carioca.
| Ano  | Cidadão Samba      | Referência |
| ---- | ------------------ | ---------- |
| 1950 | Cartola            | [ 210 ]    |
| 1973 | Xangô da Mangueira | [ 210 ]    |
| 1978 | Mano               | [ 210 ]    |
| 1984 | Jamelão            | [ 210 ]    |
| 2017 | Nelson Sargento    | [ 211 ]    |